# سان نازارو
سان نازارو، (بالإنجليزية: San Nazzaro)‏، هي (بلدية) في مقاطعة بينيفينتو في منطقة كامبانيا الإيطالية، وتقع على بعد حوالي 60 كم شمال شرق نابولي، وحوالي 12 كم جنوب شرق بينيفينتو.

## السكان
في سنة 1861 بلغ عدد السكان 477 نسمة، وتطور العدد ليصل في سنة 2011 لـ 914 نسمة.
يظهر هذا المخطط البياني تطور النمو السكاني لـ سان نازارو